# Izvor (Žitorađa)
Pour les articles homonymes, voir Izvor.
Izvor (en serbe cyrillique : Извор) est un village de Serbie situé dans la municipalité de Žitorađa, district de Toplica. Au recensement de 2011, il comptait 363 habitants.
Jusqu'en 2005, Izvor portait le nom de Smrdić.

## Démographie
| 1948 | 1953 | 1961 | 1971 | 1981 | 1991 | 2002 | 2011 |
| ---- | ---- | ---- | ---- | ---- | ---- | ---- | ---- |
| 365  | 402  | 413  | 420  | 400  | 415  | 381  | 363  |

|  |